# Albert Maltz
Albert Maltz (New York, 28 ottobre 1908 – Los Angeles, 26 aprile 1985) è stato uno scrittore e drammaturgo statunitense.

## Biografia
Frequentò l'università a New York e la sua passione per il teatro lo portò alla scuola di drammaturgia di Yale. Fin dai suoi primi lavori la realtà del vivere in America e l'impegno sociale furono sempre ben presenti. 
La produzione più cospicua si ebbe nei racconti e nei romanzi, vero specchio della società americana a lui contemporanea.
Collaborò anche a molte sceneggiature per il cinema e dovette affrontare, durante il periodo maccartista, anche un'inchiesta che gli irrogò un anno di carcere.

## Teatro
- Merry-Go-Round (1932)
- Peace on Earth (1934)
- Black Pit (1935)

## Pubblicazioni

### Narrativa
- The Way Things Are - raccolta di racconti (1938)
- The Happiest Man on Earth - raccolta di racconti (1938)
- The Underground Stream (1940)
- The Cross and the Arrow (1944)
- The Journey of Simon McKeever (1949)
- A Long Day in a Short Life (1957)
- A Tale of One January (1966)
- Afternoon in the Jungle - raccolta di racconti (1971)

### Saggi
- The Citizen Writer (1950)

## Filmografia parziale
- Afraid to Talk, regia di Edward L. Cahn (1932)
- Il fuorilegge (This Gun for Hire), regia di Frank Tuttle (1942)
- Destinazione Tokyo (Destination Tokyo), regia di Delmer Daves (1943)
- C'è sempre un domani (Pride of the Marines), regia di Delmer Daves (1945)
- The House I Live In, regia di Mervyn LeRoy - cortometraggio (1945)
- Maschere e pugnali (Cloak and Dagger), regia di Fritz Lang (1946)
- La casa rossa (The Red House), regia di Delmer Daves (1947)
- La città nuda (The Naked City), regia di Jules Dassin (1948)
- L'amante indiana (Broken Arrow), regia di Delmer Daves (1950)
- La tunica (The Robe), regia di Henry Koster (1953)
- Gli avvoltoi hanno fame (Two Mules for Sister Sara), regia di Don Siegel (1970)
- La notte brava del soldato Jonathan (The Beguiled), regia di Don Siegel (1971)
- Un magnifico ceffo da galera (Scalawag), regia di Kirk Douglas e Zoran Calic (1973)